# Jeden z gangu
Jeden z gangu (ang. One of the Guys) – brytyjsko-francuski film animowany z 1998 roku w reżyserii Lesa Ortona, powstały na podstawie serialu Billy – kot.
Premiera filmu w Polsce miała miejsce 30 maja 2013 roku na kanale TVP1.

## Fabuła
Billy, chłopiec, który dokuczał zwierzętom, został za karę zamieniony w kota. W nowym wcieleniu zyskuje wspaniałego przyjaciela i opiekuna kocura Pana Huberta, ale chce też zostać przyjęty do kociego gangu. W tym celu musi udowodnić, że jest twardzielem i wykonać kilka zadań: zaprzyjaźnić się z psem, uratować kociaki i zmierzyć się z duchem z cmentarza dla zwierząt.

## Wersja polska
Opracowanie: Telewizja Polska Agencja Filmowa

Reżyseria: Andrzej Bogusz 

Wystąpili:
- Marcin Hycnar – Billy
- Marek Barbasiewicz – Pan Hubert
- Agnieszka Kunikowska – Królewna
- Mateusz Lewandowski – gołąb Jumbo
- Sebastian Cybulski – Blackie
- Wojciech Machnicki – Kret Nestor
- Artur Pontek – Nick
- Grzegorz Wons:
  - czarodziej
  - Kłapacz
- Izabella Bukowska – Milly
- Krzysztof Krupiński – Maks
- Grzegorz Kwiecień – Pyłek
- Krzysztof Strużycki
- Krzysztof Szczerbiński
- Krystyna Kozanecka
- Jerzy Dominik
- Agata Gawrońska-Bauman
- Joanna Pach
- Przemysław Stippa
- Hanna Kinder-Kiss
- Mieczysław Morański
- Wojciech Brzeziński
- Dariusz Błażejewski

i inni
Lektor: Andrzej Bogusz